# Virbalai
Virbalai ist das neueste Wohnviertel der Stadt Jonava, Bezirk Kaunas, Litauen. Es stammt vom und grenzt sich an Dorf Virbalai in der Rajongemeinde Jonava. Es gibt die katholische St.-Apostel-Jonas-Pfarrgemeinde (Dekanat Jonava), gegründet 2008 vom Erzbischof Metropolit Sigitas Tamkevičius. Der Bau der St.-Apostel-Jonas-Kirche Jonava ist vorgesehen. Am entsprechenden Ort steht seit 2007 ein Kreuz.